# Dodge Ramcharger
Il Ramcharger è stato un SUV full-size prodotto dalla Dodge dal 1974 al 2001. Il modello era basato sul pick-up Dodge Ram. Della vettura è stata anche prodotta dal 1974 al 1981 una versione con marchio Plymouth, che era denominata Trailduster.
Il Ramcharger aveva il motore montato anteriormente. La trazione era posteriore oppure integrale. Il Ramcharger è stata offerto con un solo tipo di carrozzeria, SUV due porte.

## La prima e la seconda serie: 1974–1993
Il Ramcharger fu inizialmente commercializzato solo con la trazione integrale. Dal 1975 fu offerta anche l'opzione che prevedeva la trazione posteriore. Durante la fase di sviluppo, il Ramcharger era conosciuto con il soprannome di "Rhino". Dal 1974 al 1980 i modelli erano dotati di hardtop rimovibili, anche se i concessionari installavano su richiesta delle capote non rigide. Nello specifico, il modello prodotto durante il primo anno differiva dagli altri per il fatto che i montanti delle portiere erano attaccati al tetto rimovibile.
I Ramcharger parteciparono limitatamente ai rally. In questo tipo di competizione ebbero alcuni successi, tra cui il primo posto al Sno*Drift del 1975.
Il Ramcharger ed il Trailduster furono oggetto di un restyling che fu operato nel 1981 in occasione della revisione del Dodge Ram. Questo restyling è considerato lo spartiacque tra la prima e la seconda generazione del modello. La differenza maggiore tra le due serie era quella che i modelli della seconda generazione avessero un tetto in acciaio saldato invece di un tettuccio rimovibile. Il Trailduster fu però disponibile solo per un altro anno, dato che venne tolto dai listini dopo il 1981.
Il Ramcharger ebbe installato solo motori V8. Il più comune propulsore fu un V8 da 5,2 L, mentre tra le opzioni si poteva scegliere tra dei V8 da 5,9 L, 6,6 L e 7,2 L. Gli ultimi due furono offerti solo nei primi anni di commercializzazione. Inizialmente l'alimentazione era a carburatore. Nel 1988 fu introdotta l'iniezione a corpo farfallato sul motore da 5,2 L. Essa fu installata, nel 1989, anche sul motore da 5,9 L. Quando provvisti di iniezione, i due propulsori erogavano, rispettivamente, 230 CV di potenza e 380 N•m di coppia, e 240 CV e 400 N•m. Il motore da 7,2 L fu tolto dai listini nel 1978 a causa della bassa potenza erogata. Nonostante la ragguardevole cilindrata, il motore appena citato sviluppava infatti solo 215 CV. Gli unici due motori confermati anche sulla seconda serie furono i V8 da 5,2 L e 5,9 L.
Negli in cui il modello fu prodotto, vennero offerti alcuni modelli di cambi manuali. La gamma partiva dalla trasmissione A-230 a tre rapporti e arrivava alla A-535  a cinque marce. La NP435 "granny gear" a quattro marce fu la più comune sui modelli a trazione integrale, così come la simile NP445, anch'essa a quattro rapporti. Nel 1988 la frizione fu convertita da meccanica ad idraulica. Gli esemplari dotati di cambi automatici avevano installato le trasmissioni Loadflite TF-727A o B. Nel 1991 esse furono sostituite dalle TorqueFlite A-500/A-518 a quattro rapporti. Il sistema a trazione integrale permanente era di serie con la scatola di rinvio NP-203 fino al 1980, quando quest'ultima venne sostituita dalla versione con transfer case NP-208. Quest'ultima fu sostituita nel 1988 dalla NP-241.
In Messico, la seconda generazione di Ramcharger fu venduta dal 1988 al 1996.

## La terza serie: 1999–2001
Nel 1999 fu introdotta la nuova serie. Prodotta e commercializzata solo in Messico, era basata sulla seconda generazione della Dodge Ram. Molti componenti dei modelli della terza serie della Ramcharger derivavano da quelli della Ram e di altri modelli Chrysler. Non essendo venduta negli Stati Uniti, la terza serie di Ramcharger non raggiunse i volume produttivi delle prime due generazioni. Non venne commercializzato negli Stati Uniti perché all'epoca nel mercato citato i SUV a quattro o cinque porte erano molto più richiesti e popolari di quelli a due porte, le cui vendite erano infatti in declino. Infatti, all'epoca la General Motors tolse dal mercato le versioni a due porte dei SUV Chevrolet Tahoe e GMC Yukon, mentre la Ford sostituì il SUV Ford Bronco, che era disponibile solo a due porte, con il Ford Expedition a quattro porte.
Questa serie di Ramcharger fu offerta con due tipi di motori, il V8 da 5,2 L ed il V8 da 5,9 L. Essa fu disponibile solo con due ruote motrici. Una caratteristica distintiva di questa generazione di Ramcharger fu la presenza di sedili ripiegabili installati nell'area di carico che erano posizionati lateralmente. Essi però erano scomodi per i lunghi viaggi. Il portellone posteriore derivava da quello montato sul Dodge Caravan. Basata sulla piattaforma BR della Chrysler, questa serie di Ramcharger era offerta con due tipi di cambi, uno manuale a quattro rapporti ed uno automatico con lo stesso numero di marce.
La terza generazione di Ramcharger è stata assemblata a Saltillo, nello stato di Coahuila, in Messico.